# El Chanal
El Chanal es una zona arqueológica localizada en el poblado El Chanal,  4 kilómetros al norte de la Ciudad de Colima, en el estado de Colima.  De acuerdo con información disponible, tuvo su mayor esplendor entre los años 1100 y 1400 d. C. Por su extensión (más de 50 hectáreas), es probable que sea el asentamiento más grande del estado de Colima, se desarrolló en ambas márgenes del río Verde o Río Colima.
Se piensa que la zona pudo haber estado habitada por grupos nativos alrededor del año 1300 a. C.
El Chanal constituye un fenómeno de suma importancia. Sus características casi urbanas y la indudable organización social que permitió su surgimiento y esplendor pueden ser observadas a partir de la pequeña área explorada. La identidad del pueblo que lo habitó es todavía una incógnita.  Se sabe de una filiación náhuatl por el indudable sello impreso en la cultura material del sitio, representado por deidades como Tláloc y Ehécatl.
Arquitectónicamente, en El Chanal existe el manejo del concepto de doble templo, palacios con pórticos, recintos ceremoniales con juego de pelota, banqueta-altar y altar-plataforma. La cerámica obtenida en sus recintos, es evidencia de la masiva utilización de braseros y sahumerios, normalmente utilizados en ceremonias rituales.
Algunos ejemplares policromos recrean los atributos divinos que se observan en los relieves de piedra que le han dado fama al sitio.
Existen muchas incógnitas sobre la solemnidad y majestuosidad que rodean los espacios ceremoniales, sobre la vida diaria que transcurría en los barrios y en los patios comunitarios, y sobre todos los aconteceres que construyeron este pueblo. Es necesaria una investigación científica y exploración formal de este importante sitio.

## El Nombre
El nombre del sitio se relaciona con seres imaginarios conocidos como “chanos” que habitaban los arroyos. Por las muchas representaciones de Tláloc (dios de la lluvia) en la región, es muy probable que el nombre de El Chanal, sea una remembranza de los mitos que probablemente fueron parte del culto a este dios.
Hay una versión que asocia El Chanal con “Lugar que habitan los custodios del agua”.
En el estado Mexicano de Chiapas, existe un municipio con el mismo nombre, de acuerdo con la Enciclopedia de los Municipios de México, el nombre de Chanal significa “sabio que enseña”.

## Orígenes
La procedencia étnica de los pobladores de este sitio no ha sido determinada.  La producción de cerámica encontrada no se relaciona fácilmente con la tradición cerámica de Colima.
Se piensa que el sitio tuvo gremios de artesanos que conocían la metalurgia. La presencia de metal asociado con vasijas plumbate, el uso de obsidiana, la elaboración de esculturas de barro en forma de Xantiles y de Xipe Tótec, parecen indicar que El Chanal estuvo habitado por un grupo emparentado, de alguna manera, con Tula.
Desafortunadamente, la cerámica prehispánica de Colima fue objeto de saqueo y comercio ilegal; algunas piezas se encuentran en museos en el extranjero.

## El Sitio

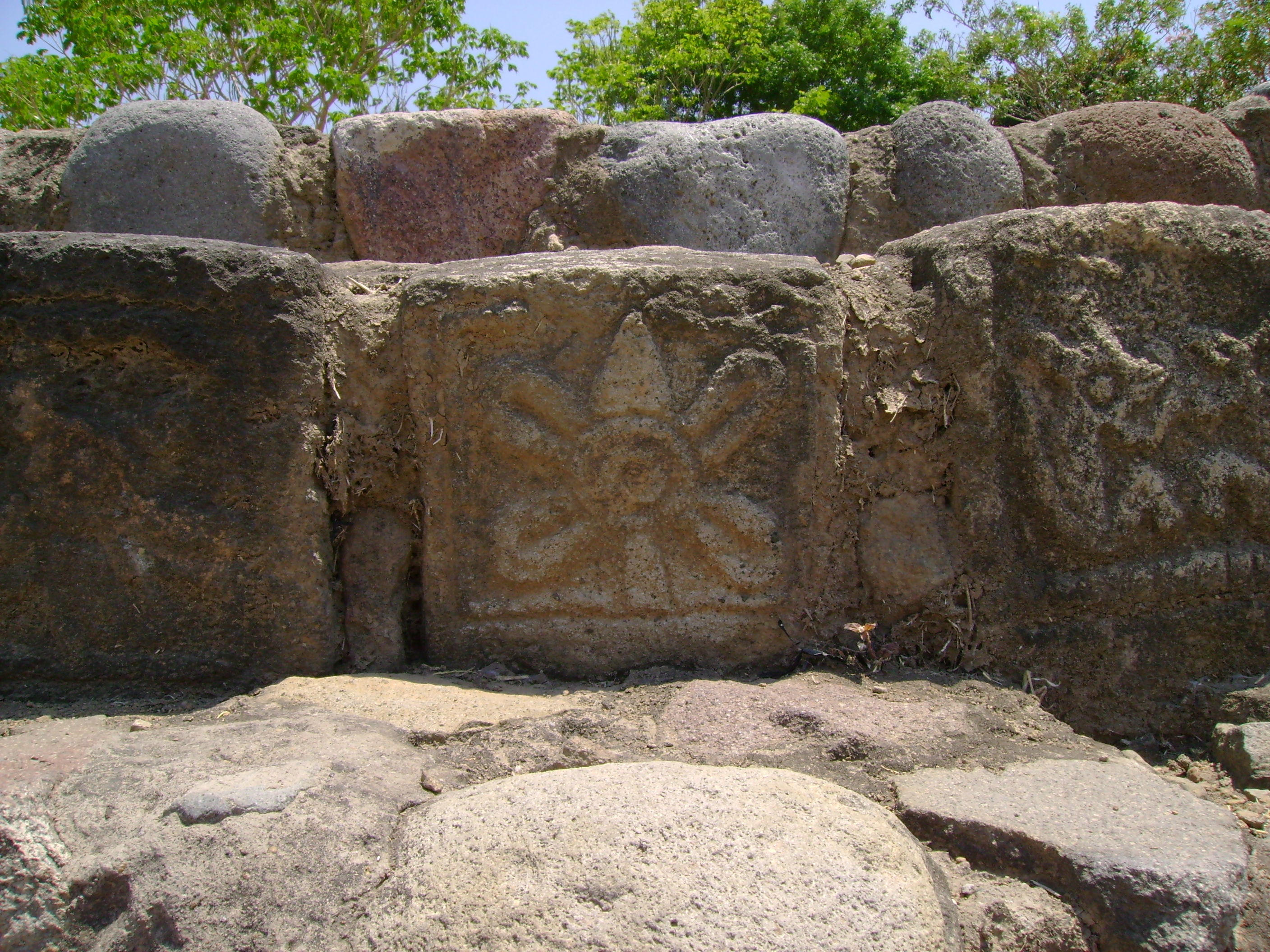
Petroglifo Ollín.

En su Interior se encuentran espacios ceremoniales, plazas, altares centrales e inclusive algunos juegos de Pelota. En 1945, el sitio fue explorado por el arqueólogo Vladimiro Rosado Ojeda, quién descubrió una pirámide con los restos de una escalinata y gradas labradas en bajorrelieve. Los motivos tenían 36 lápidas (Nueve por escalón) que mostraban imágenes de dioses como Tláloc y Ehécatl. Entre las estructuras resaltan el Osario, la Pirámide y la Gran Plataforma.
El valle de Colima tiene una inclinación natural norte-sur, que fue aprovechada por los constructores de El Chanal.  La ciudad de construyó siguiendo la topografía natural.
Las estructuras piramidales se construyeron utilizando cantos rodados procedentes de los lechos de ríos aledaños. Algunas de las piedras muestran imágenes labradas con figuras de animales, plantas y posibles deidades.
El Chanal cuenta con seis plazas o centros ceremoniales importantes:

### Plaza de los Altares
Incluye dos altares, uno rectangular, muy deteriorado y otro circular, donde se encontraron varios entierros.

### Juego de Pelota

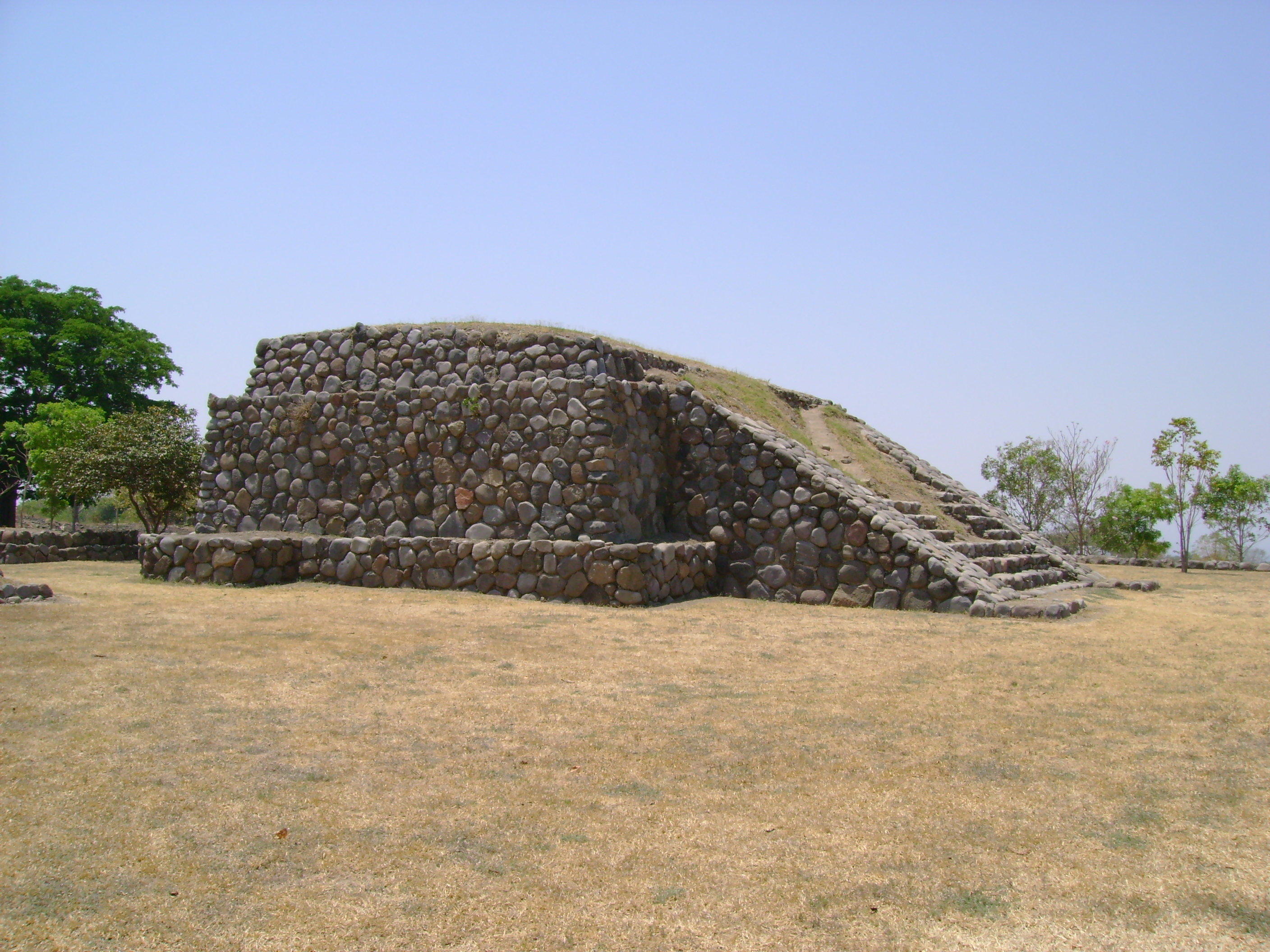
Estructura piramidal.

Se encuentra al sur de la Plaza del Tiempo, son separados por un pasillo, mide 38 por 13,5 metros.
La presencia de una cancha de juego de pelota al sur de la zona arqueológica como parte del espacio ceremonial nos indica que éste se encontraba fuertemente arraigado en la imagen religiosa del pueblo. El sentido cósmico del pueblo permitía que en la cancha culminaran batallas en las que contendían las deidades que se enfrentaban día tras día y permitían el reinado del día y de la noche, por ello la construcción al centro de la construcción de la Plaza del Tiempo, que engloba en la parte del noreste a la Plaza del día y de la noche y en el noreste a la Plaza del Agua. Así, el patrono del Juego de la Pelota era Xólotl, deidad que acompañaba al sol en su paso por el inframundo y anunciaba por medio de Venus “La estrella de la mañana” su triunfo sobre la oscuridad. La mecánica del juego, desarrollado por hombres, revestía, de este modo, un carácter fundamental para el devenir del mundo. Es muy probable que el sacrificio humano contemplara la magia que permitía apoyar la lucha de la luz contra la oscuridad.

### Plaza del Día y la Noche
Representa un gran espacio abierto de 60 por 80 metros, delimitado al sur por un muro de contención; al oeste se halla la estructura 2 y al este la estructura 1.
La acusada religiosidad de los pobladores del Chanal se hace presente en sus magníficos espacios rituales y ceremoniales. En ellos existen dos elementos imprescindibles: Los templos, que representarán por estos grupos indígenas de occidente de México, como la morada de los dioses en la tierra; y las plazas, que serán simplemente los espacios de congregación de las masas de fieles. Algunos templos tenían un carácter público y se llegaba a ellos por medio de amplios accesos. Otros, en cambio, contaban con entradas restringidas a las que sólo podían ingresar las autoridades religiosas y civiles. Una manera de describir y conocer su uso es observar el tipo de materiales que se utilizaron de forma asociada a los templos. En relación con esta amplia plataforma que contaba en su parte superior con dos recintos de madera y techados con materiales perecederos, se pudo conocer el empleo de sahumerios con mangos e incensarios de tamaño pequeño. Es muy probable, por tanto, que el lugar haya sido muy visitado con el fin de quemar inciensos olorosos como el Copal, y rendir homenajes individuales y sencillos a los dioses.

### Plaza del Tiempo
Se encuentran los edificios más imponentes del sitio:

#### Estructura 3
Formada por dos cuerpos en el lado poniente y tres en el oriente.
Se trata de una planta rectangular de 24.70 x 13 m en la que se despliegan tres cuerpos. Sobresale la presencia de un recinto superior en forma de herradura con cuatro columnas al frente que propician la existencia de un pórtico abierto. Estas columnas tienen unas dimensiones de 90 × 90 cm. El espacio entre ellas es de 2.70 m, con excepción del que separa las intermedias, de 3.60 m. En este espacio se localizó, rumbo al centro de la estructura y el frente de la escalinata, un empedrado de piedras redondeadas de 1.40 × 1.40 m; hacia el norte del mismo se hallaron los restos de un horno en forma de herradura de 1.80 x 1.50 m, cuyas paredes laterales tenían todavía remanentes de barro cocido que recubrían unas paredes elaboradas con piedras, tierra y tepalcates de gran tamaño.

### Plaza del Agua
Conformada por una serie de plataformas bajas con patios interiores, pasillos y plazas abiertas.

### Patio alto
Corresponde al conjunto habitacional de la zona.

### Plaza del Altar
Construcción redonda que domina visualmente las plazas de los Altares y del Tiempo.

## Como llegar a El Chanal
Las visitas son de martes a domingo de 9:00 a 17:00 horas. A 4 km al norte de la ciudad de Colima, por un camino pavimentado y visita sus negocios y se encuentra muy cerca de la ciudad